# Marion Palfi
Marion Palfi (Berlino, 21 ottobre 1907 – Los Angeles, 4 novembre 1978) è stata una fotografa statunitense, di origini tedesche.

## Biografia
Figlia di Victor, di famiglia aristocratica ungherese, scenografo e direttore teatrale in Germania, e di madre polacca. Crebbe in un ambiente privilegiato dove poté frequentare scuole private a Berlino e ad Amburgo e dove imparò l'inglese. Studio danza e e seguì il padre nella carriera di attrice già a tredici anni sul palcoscenico. Proseguì facendo anche la modella ed apparve nel 1926 nel film muto Wie bleibe ich jung und schön (Come rimanere giovani e belli) del regista austriaco Wolfgang Neff, che annoverava tra gli attori William Dieterle, Hanni Weisse, Walter Rilla, Hermine Sterler ed altri.
Dopo questo primo periodo rinunciò alla sua vita di privilegi, abbandonò il teatro ed il cinema, acquistò una piccola macchina fotografica pieghevole e cominciò ad istruirsi attraverso un apprendistato di due anni in uno studio di ritrattistica a Berlino. Nel 1932 aprì un proprio studio fotografico commerciale dove eseguiva ritratti e praticava il reportage. Alla fine del 1935 Palfi aveva aperto uno studio ad Amsterdam, sembra perché in fuga dal nazismo e pare anche che fosse sposata, anche se le notizie in questo senso non sono certe, ma nel 1940, poco prima che i nazisti invadessero i Paesi Bassi, aveva sposato il militare americano Benjamin Weiss con cui emigrò a New York. il suo primo lavoro in terra americana fu quello di ritoccatrice nel laboratorio "Pavelle Laboratories Inc.", fondato dall'emigrato lettone Leo Pavelle.
Nel 1946, uno dei suoi primi progetti, finanziato con una borsa di studio da parte del "Julius Rosenwald Fellowship", ha avuto per oggetto i bambini che vivevano in estrema povertà. Palfi trascorse due anni viaggiando attraverso l'America per conoscere le condizioni dei bambini nelle varie città. Children In America, rappresentò una mostra che venne esposta nelle biblioteche, scuole, college e università e anche alla New York Public Library. Con il titolo Suffer Little Children, pubblicato nel 1952 uscì questo importante lavoro.
Il primo incarico lavorativo che ricevette, Great American Artists of Minority Groups and Democracy at Work, venne sponsorizzato dal "Council Against Intolerance in America" e le consentì di incontrare i poeti Langston Hughes, che divenne un suo sostenitore, e Arna Bontemps. Hughes successivamente, a proposito del lavoro di Palfi, scrisse: "Una fotografia di Palfi ci mette faccia a faccia con realtà nascoste che la sua superficie ci fa solo iniziare a esplorare". I rapporti con Hughes le consentirono di accedere ad amicizie quali John Collier, Eleanor Roosevelt, Edward Steichen, Lisette Model. Una delle sue fotografie fu pubblicata sulla copertina del primo numero della rivista Ebony, uscita il 1º novembre 1945, che mostrava il centro sociale "Henry Street Settlement", situato nel Lower East Side di New York, un centro che offriva opportunità ai residenti attraverso servizi sociali, programmi artistici e sanitari. Questa immagine, così come quelle che Palfi aveva scattato negli anni Quaranta, bisogna immaginarli nel contesto della vita sociale, etnica e dell'impegno sociale delle persone che combattono la discriminazione sociale sia nei centri di assistenza e soccorso che nelle istituzioni di New York. Nel 1948 fu allestita la mostra In and Out of Focus presso il Museum of Modern Art, incentrata sulle questioni legate all'immigrazione e alle minoranze etniche. Oltre a Palfi erano presenti anche altri fotografi emigrati negli Stati Uniti come Josef Breitenbach, Andreas Feininger, Fritz Goro, Lotte Jacobi, Lisette Model e Ylla.
Edward Steichen scelse una sua foto per la mostra internazionale The Family of Man, che venne inaugurata nel 1955 al Museum of Modern Art di New York, in seguito esibita in vari paesi del mondo e visitata da oltre nove milioni di persone, prima di trovare la sua sede definitiva ed essere esposta permanentemente, dopo un accurato restauro delle fotografie, al Castello di Clervaux in Lussemburgo. La serie fotografica sugli indiani d'America, Invisible in America, venne esposta allo Spencer Museum of Art dell'Università del Kansas nel 1973.
Dal 1959 Marion Palfi ha insegnato alla "New School for Social Research" di New York e ha tenuto vari corsi di fotografia con particolare attenzione alla ricerca sociale e all'attività fotografica sul campo. Palfi è deceduta per un cancro al seno nel 1978. Il marito, Martin Magner (1900-2002), sposato nel 1954, ha donato gran parte dei materiali fotografici e documentali al Center for Creative Photography nel 1982.
Un'ampia retrospettiva del suo lavoro fotografico, dal titolo Freedom Must Be Lived: Marion Palfi’s America, 1940-1978, è stato esposto nel 2021 presso la Norton Photography Gallery, organizzato da Phoenix Art Museum in collaborazione con il Center for Creative Photography ed altre istituzioni.

## Pubblicazioni
- Suffer little children, Oceana Publications, New York, 1952